# James Shikwati

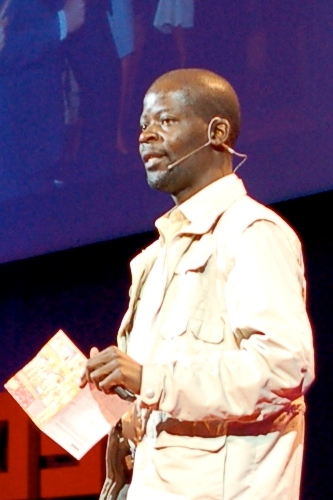
James Shikwati.

James Shikwati, född 1970, är en libertariansk kenyansk ekonom och chef över Inter Region Economic Network, en organisation som ser frihandel som det viktigaste medlet för att minska fattigdomen i Afrika. Som liberal ekonom/debattör menar han att bistånd till Afrika gjort och gör mer skada än nytta. 